# Colby (Kansas)
Colby és una població dels Estats Units a l'estat de Kansas. Segons el cens del 2000 tenia 5.450 habitants.

## Demografia
Segons el cens del 2000, Colby tenia 5.450 habitants, 2.223 habitatges, i 1.367 famílies. La densitat de població era de 630 habitants per km².
Dels 2.223 habitatges en un 30,2% hi vivien nens de menys de 18 anys, en un 50,3% hi vivien parelles casades, en un 8,3% dones solteres, i en un 38,5% no eren unitats familiars. En el 31,4% dels habitatges hi vivien persones soles el 12,6% de les quals corresponia a persones de 65 anys o més que vivien soles. El nombre mitjà de persones vivint en cada habitatge era de 2,33 i el nombre mitjà de persones que vivien en cada família era de 2,96.
Per edats la població es repartia de la següent manera: un 24,1% tenia menys de 18 anys, un 16,4% entre 18 i 24, un 24,3% entre 25 i 44, un 19,7% de 45 a 60 i un 15,4% 65 anys o més.
L'edat mediana era de 34 anys. Per cada 100 dones de 18 o més anys hi havia 84,6 homes.
La renda mediana per habitatge era de 34.615 $ i la renda mediana per família de 45.127 $. Els homes tenien una renda mediana de 34.097 $ mentre que les dones 21.706 $. La renda per capita de la població era de 18.872 $. Entorn del 8,1% de les famílies i el 12,4% de la població estaven per davall del llindar de pobresa.

## Poblacions més properes
El següent diagrama mostra les poblacions més properes.